# Tejada la Vieja
Tejada la Vieja es un yacimiento arqueológico ubicado sobre un cerro amesetado en el término municipal de Escacena del Campo, en la provincia de Huelva. Se accede a él por la Cañada Real del Arrebol, camino que cruza la carretera que desde Escacena del Campo se dirige a Aznalcóllar.
Constituye uno de los principales yacimientos prerromanos de Andalucía, caracterizado por la importancia de su actividad minera durante el primer milenio antes de nuestra era. Es notable la presencia tartésica, fenicia, y posteriormente turdetana.
De entre las dos Tejada onubenses partía el acueducto romano que suministraba agua a Itálica. Existen aun numerosos restos del llamado Acueducto de Itálica.

## El lugar
El yacimiento arqueológico de Tejada la Vieja está en el término municipal de Escacena del Campo, sobre un cerro amesetado de seis hectáreas y media aproximadamente, en las primeras estribaciones de la sierra de Tejada, cerca del paraje natural de la Pata del Caballo, dicho cerro está limitado al oriente y norte por el profundo barranco del Arroyo de Barbacena que marca así mismo el límite entre la provincia de Sevilla y la provincia de Huelva, al oeste por otro barranco de menor entidad, el del Arroyo Sequillo y al sur por un declive más suave de la pendiente del cerro.
Es una fortificación del siglo VIII a. C. sobre un cerro de la que se distingue su perímetro, hay paños de la muralla de unos 4 metros de altura que aún se conservan. También son perfectamente distinguibles los basamentos pétreos de las casas, sobre los que se constuirían paredes de tapial y la distribución de las calles de su interior, encontrándose restos principalmente de cerámica. Hay también en su interior alguna casa de campo abandonada y arboleda. En la misma entrada hay una zona de esparcimiento habitual y más allá un bosque adehesado en el que hay colmenas.

## Historia
El asentamiento de Tejada la Vieja surge probablemente en torno al siglo VIII a. C. y su situación estuvo motivada por la cercanía a las explotaciones mineras de las sierras de Tejada y Aznalcóllar, ya que la actividad minero-metalúrgica y el comercio con los productos minerales constituyó la base de su economía. Fue seguramente la decadencia de estas actividades lo que propició su paulatino abandono en torno al siglo IV a. C.
El asentamiento surge desde el principio de su ocupación limitado por una muralla adaptada a la orografía del cerro. En su interior se desarrolla una actividad habitacional, de almacenaje y de primera transformación de productos minerometalúrgicos. A lo largo de sus cuatro siglos de ocupación se suceden distintos modos de habitarla, siendo su último urbanismo, aún hoy visible en la zona excavada, del período de los Turdetanos. Llama la atención de esta distribución urbana su organización en calles perfectamente delimitadas, siendo más caótica la distribución habitacional dentro de las manzanas que dichas calles forman.
El asentamiento se encuentra emplazado cerca de otro anterior que también ha sido excavado, el de Peñalosa, donde las actividades principales son las agropecuarias, con escasa o nula presencia de actividades relacionadas con la transformación mineral. Es por ello que se relaciona la aparición de Tejada la Vieja con la presencia del comercio fenicio en la Baja Andalucía. Con los fenicios llegó la consiguiente transformación material y social que éstos pueblos, venidos del otro lado del Mediterráneo y poseedores de nuevos conocimientos y nuevas técnicas, produjeron en el entorno humano y natural del Valle del Guadalquivir. A este proceso cultural se le conoce como Tartessos. En la comprensión del fenómeno tartessico juega Tejada la Vieja un papel fundamental por tratarse de un asentamiento abandonado en época muy temprana y haber sido conservado, con escasas alteraciones posteriores, gran parte de sus patrimonio arqueológico.
Es probable que, cuando las actividades minero-metalúrgicas cayeron en decadencia, gran parte de la población de Tejada la Vieja se trasladara al asentamiento de Tejada ( también conocido como Tejada La Nueva) que ofrecía mejores condiciones para las actividades agropecuarias.
Fue declarado Bien de Interés Cultural por el Decreto de la Junta de Andalucía 212/2007 de 17 de julio con la categoría de zona arqueológica, publicado en el BOJA 154 de 06/08/07

## La muralla

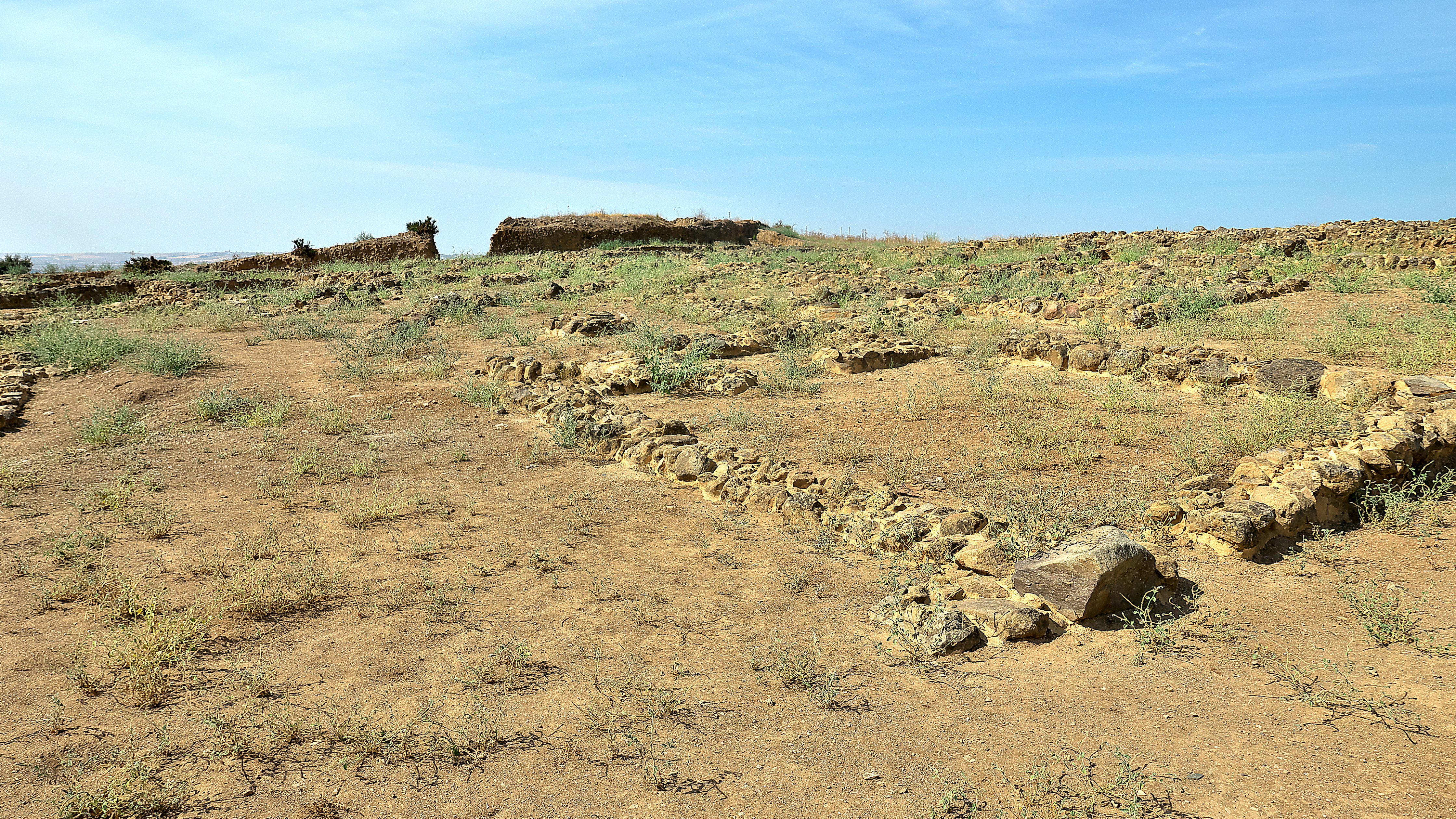
Murallas

El elemento más destacable del conjunto es la muralla. Podemos datarla en el siglo VIII a. C. Su estilo constructivo recuerda a otros modelos orientales, por lo que parece indudable su ligazón con el mundo fenicio. Tiene forma trapezoidal, compuesta por dos paramentos de material calizo y relleno el interior con piedras, tierra y desechos cerámicos macizados. Posiblemente tanto la muralla pétrea como la estructura de adobe que la coronaba estuvieron enlucidas y pintadas de blanco. En la zona donde la escasa inclinación del terreno hace más necesaria su presencia llegó a tener más de cuatro metros de alto y aún hoy resulta imponente su visión.
En los lugares en que la fábrica ofrecía menos robustez se le añadieron contrafuertes circulares unos y cuadrangulares otros, correspondiendo los primeros al momento de la construcción de la muralla y los segundos a reparaciones y obras de mejora posteriores.

## Visitas guiadas al yacimiento
El yacimiento arqueológico  cuenta con un portal en el que se pueden gestionar visitas turísticas y obtener información básica acerca de su muralla y urbanismo, cultura y sobre la historia misma de las excavaciones. Actualmente, se disponen dos modalidades de visita, una periódica que se realizará quincenalmente, sujeta a la disponibilidad de plazas, y otra extraordinaria para grupos que se concierta previamente. En ambas modalidades un grupo de voluntarios, miembros de la Asociación Cultural "Scatiana", facilitarán el acceso y guiarán a los visitantes.
Las visitas pueden reservarse en el portal www.tejadalavieja.es

## Recreación de la muralla

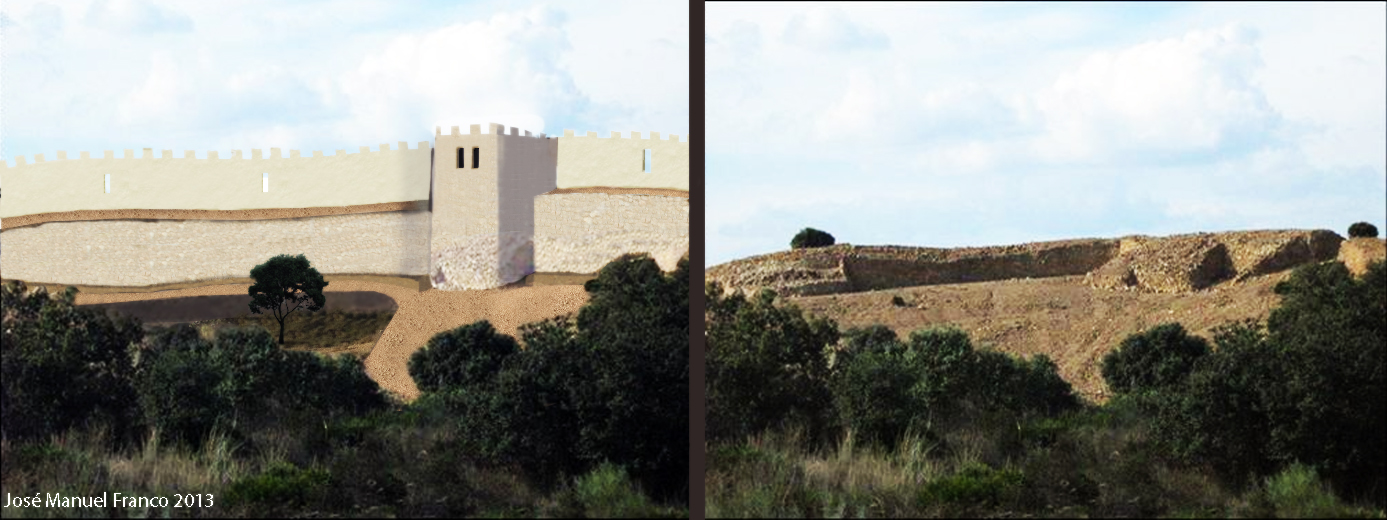
En la imagen se muestra una foto original de la muralla de Tejada la Vieja, Escacena del Campo (2011) y una recreación virtual que representa la posible apariencia que tendría en su mayor esplendor.

De abajo hacia arriba: según el catedrático José Luis Escacena, una de las muchas características especiales que tiene la muralla tartésica de Escacena es que se construyó sin ningún tipo de fosa previa, y no se hicieron apenas nivelaciones del terreno. Es decir, la muralla se adapta al suelo natural. En los lugares menos protegidos, naturalmente, se realizaría una muralla más alta, que es el caso de la parte de la muralla que observamos.  
Lo único que perdura en la actualidad de la muralla es la parte inferior, la mampostería pétrea. El método de construcción de esta sería mediante dos hileras de piedras unidas con algún tipo de aglutinante, muy resistentes; el interior de estas dos hileras sería rellenado con restos de vasijas, arena, y otras pequeñas piedras. Este era el verdadero cimiento de la muralla, unos cimientos tan fuertes que aún perduran.
Probablemente, según José Luis Escacena, la muralla de Tejada tendría una especie de banco sobresaliente a los pies de esta mampostería.  
Encima de esta parte inferior, se encuentra una parte menos fuerte y pétrea. Se encuentra un tapial de barro o algo parecido que daría altura a la muralla. Se puede corroborar gracias a los restos de arcilla que aún perduran en el suelo de las murallas, fruto del derrumbe de este. En este tapial estarían los correspondientes vanos para emplear los defensores de la ciudad en caso de peligro. Todo lo descrito es muy probable que fuera en la realidad, ahora viene la parte más interpretativa. 
Se puede observar en la foto actual de las murallas derrumbadas que hay una especie de pelotón de piedras que sobresalen de la muralla. Los expertos aún no se ponen de acuerdo sobre su estética, es decir, tenemos muy clara su función de contrafuerte, pero no se sabe si sería simplemente otro muro adosado, o por el contrario, si podría ser una torre que comunicase con el tapial y que pudiera servir igualmente para vigilancia de soldados.  '
Una de las preguntas sin responder de Fernández Jurado es "¿Por donde se entraba en la ciudad?". Aún no se ha encontrado ninguna puerta de acceso. Hay dos opciones, bien como indica la arqueóloga Carmen García Sanz cuya existencia aún estaría por descubrir en una parte sin excavar de la muralla, o bien, lo que venía siendo habitual en las murallas de esa época era crear las puertas de acceso arriba, en el tapial, y se accedería a ellas mediante rampas cuya retirada fuera fácil en momentos de peligro. El problema que presenta Tejada es que vivía del transporte de los minerales, y las rampas serían un poco problemáticas para la subida de las bestias. Por último, está documentado que empleaban arcilla blanca o cal para darle color a la muralla, (es más, aún existen restos) de ahí su color blanco por ende